# Osuchów (województwo wielkopolskie)
Osuchów – wieś w Polsce, położona w województwie wielkopolskim, w powiecie kaliskim, w gminie Koźminek.
| SIMC    | Nazwa           | Rodzaj    |
| ------- | --------------- | --------- |
| 0201282 | Osuchów-Parcela | część wsi |

W latach 1975–1998 miejscowość położona była w województwie kaliskim.
W latach trzydziestych Osuchów liczył (jak wynika z map Wojskowego Instytutu Geograficznego) wraz z folwarkiem 48 domów.
W roku 2011 liczba ludności we wsi wynosiła 285.